# Sent Pau de Bòrn
Sent Pau de Bòrn (en francès Saint-Paul-en-Born) és un municipi francès situat al departament de les Landes i a la regió de la Nova Aquitània.

## Demografia
| 1962                                       | 1968 | 1975 | 1982 | 1990 | 1999 | 2007 |
| ------------------------------------------ | ---- | ---- | ---- | ---- | ---- | ---- |
| 411                                        | 433  | 477  | 460  | 597  | 602  | 750  |
| Des de 1962: població sense dobles comptes |      |      |      |      |      |      |

## Administració
| Període   | Identitat          | Partit |
| --------- | ------------------ | ------ |
| 1935-1945 | Jean Laviolle      |        |
| 1945-1977 | Jean Baptiste Pons |        |
| 1965-1977 | Jean Boucau        |        |
| 1977-     | Jacques Lamothe    | PS     |